# Militaire verkenning

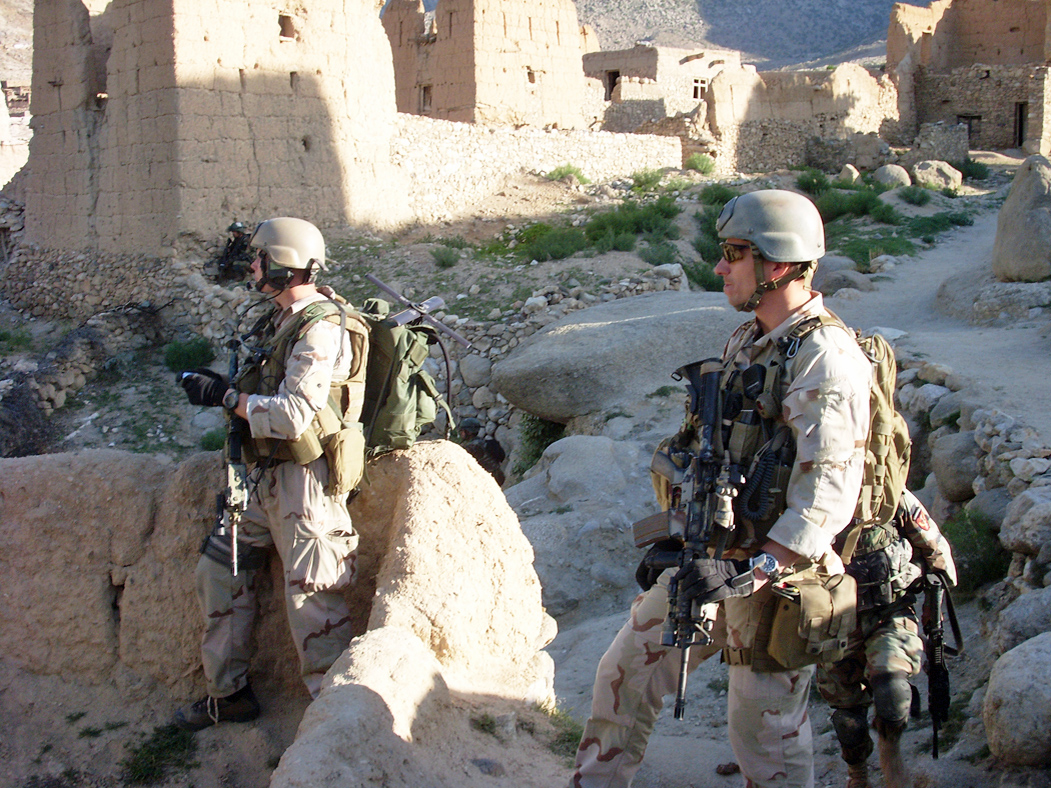
Commando's van de United States Army Special Forces op verkenning tijdens een gevechtssituatie in Afghanistan in 2008

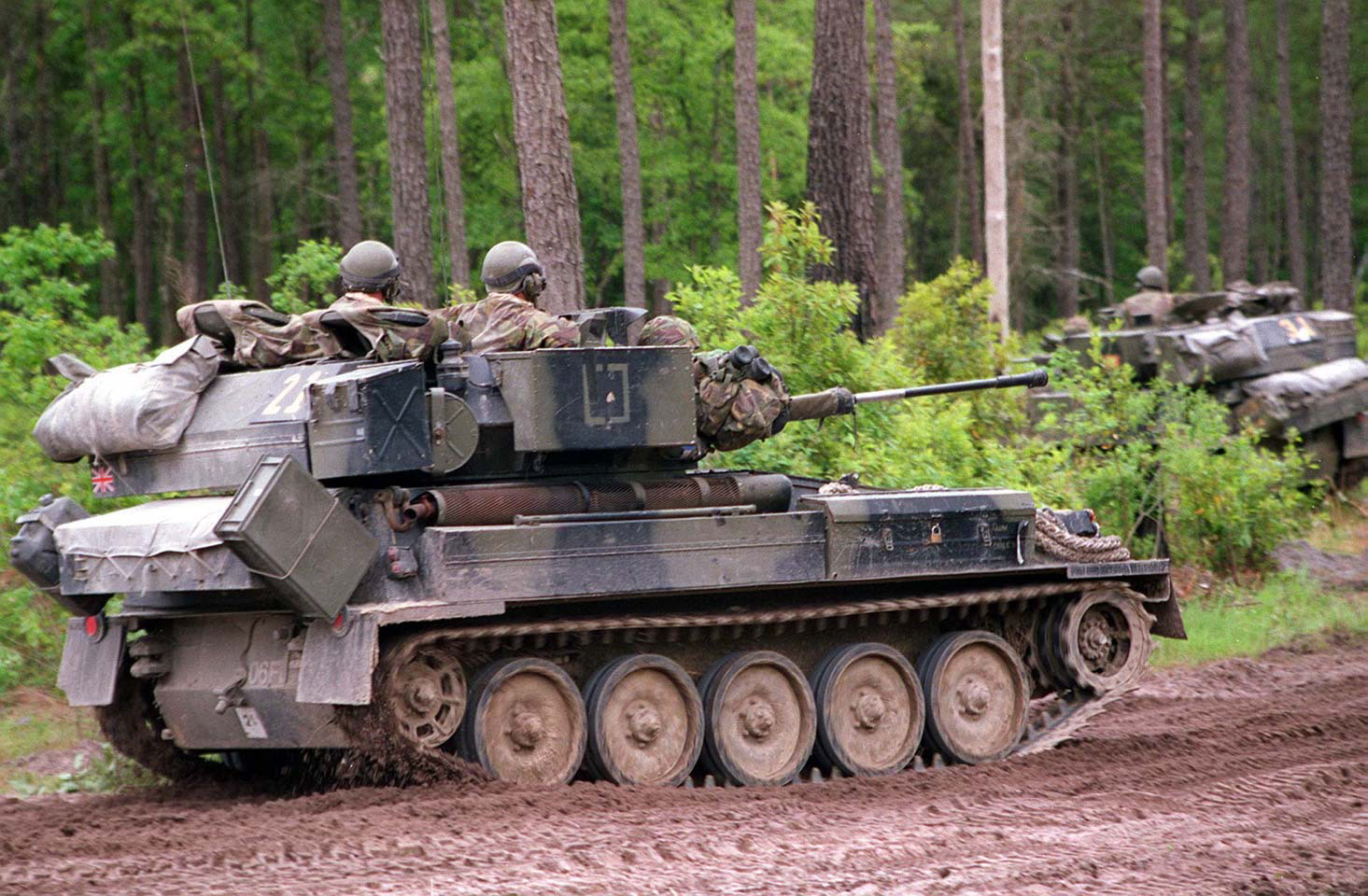
FV107 Scimitar, een Brits gepantserd verkenningsvoertuig dat tot 2005 ook door de strijdkrachten van België gebruikt werd

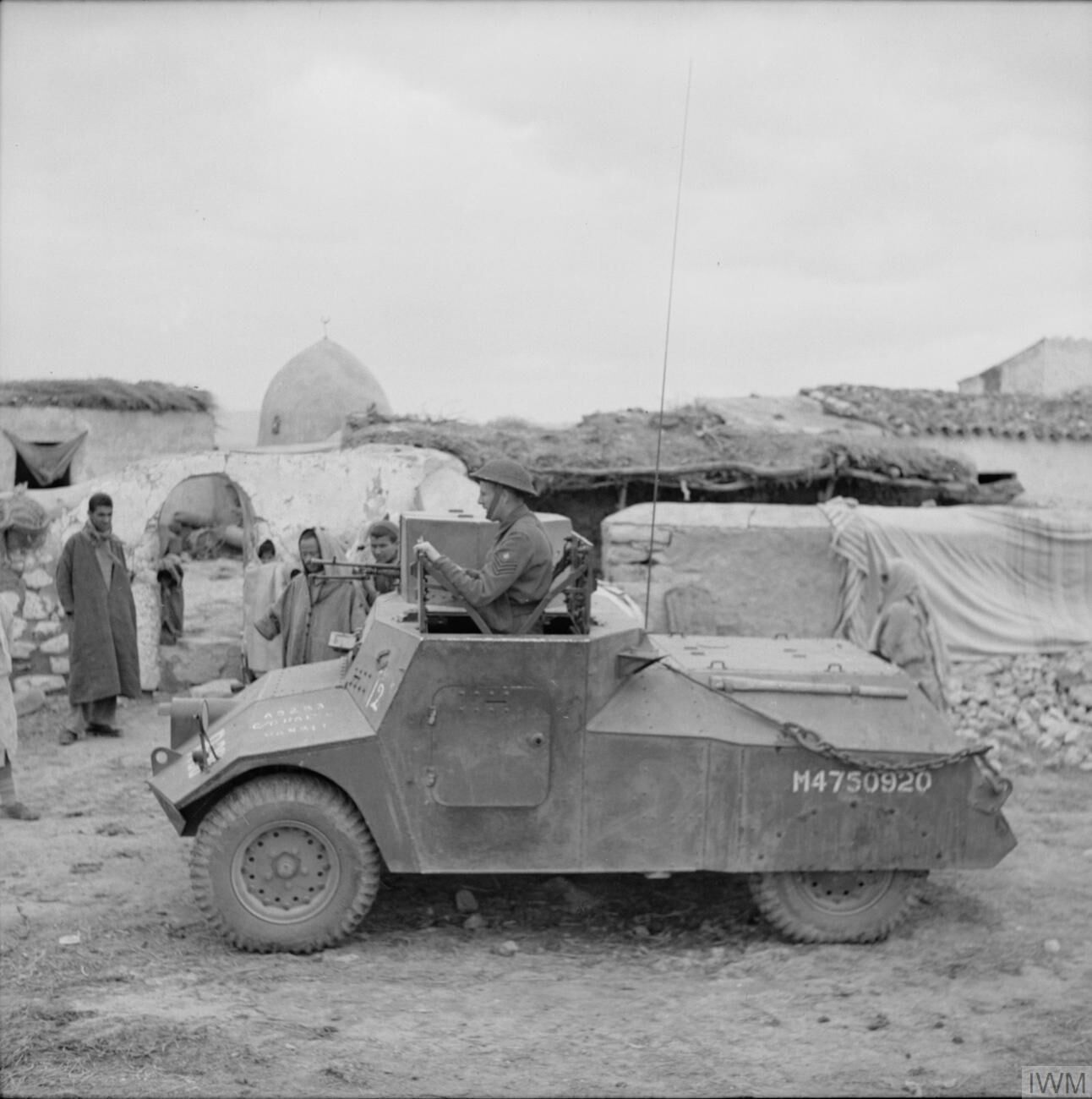
Een Britse Morris Light Reconnaissance Car in Tunesië, 1943

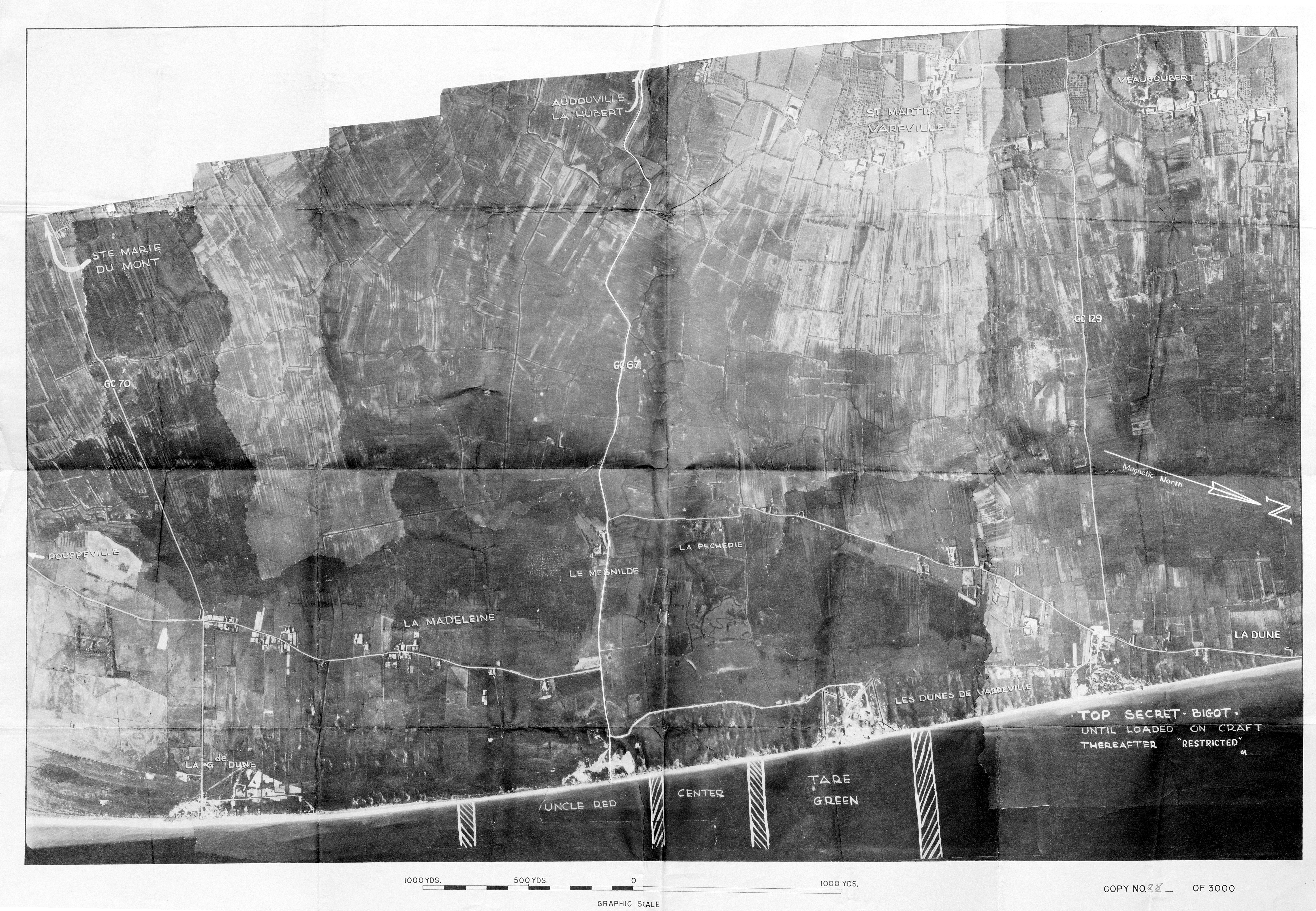
Luchtfoto van Utah Beach genomen door een verkenningsvliegtuig voor de landing in Normandië in 1944

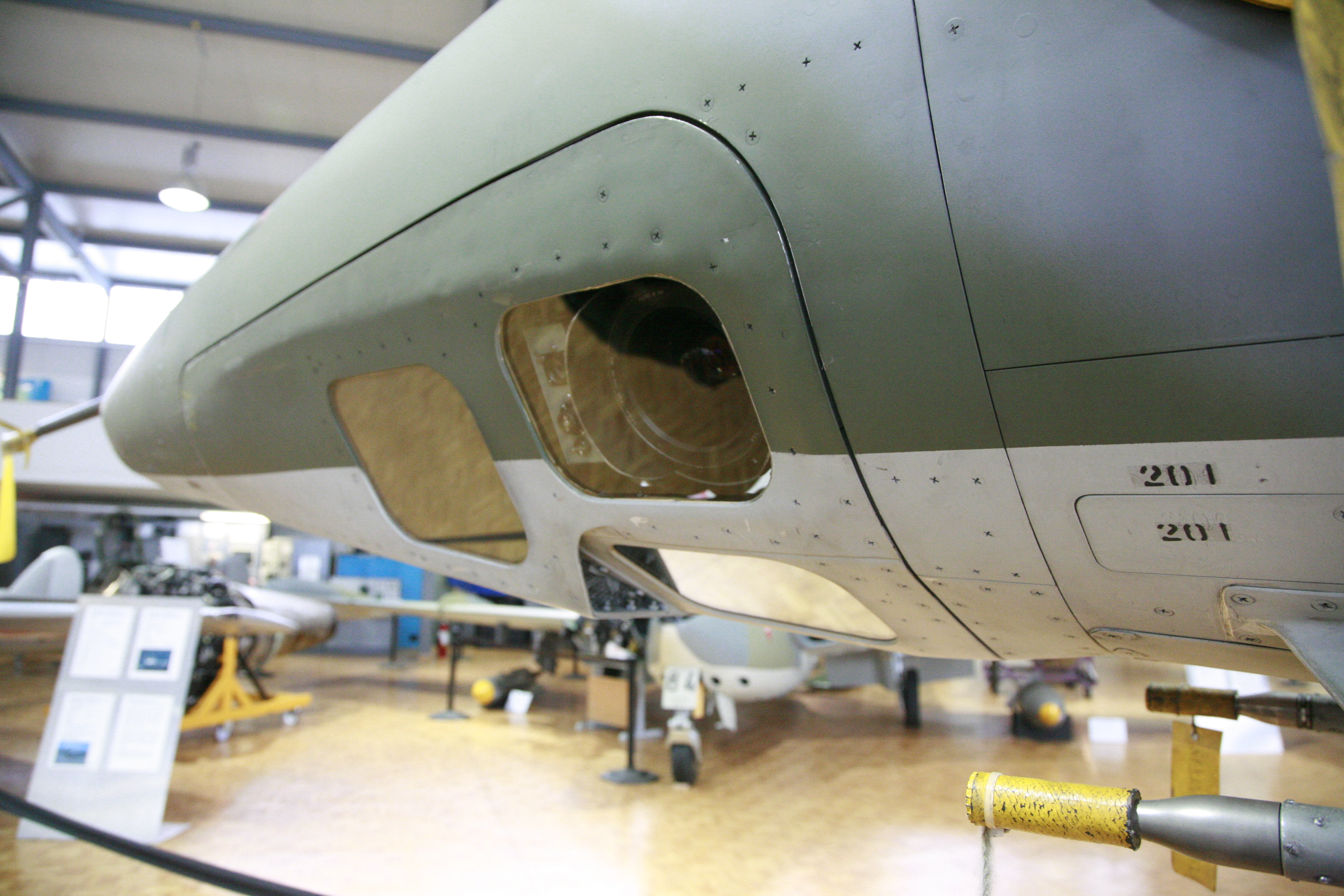
Camera in de neus van een Zwitserse Mirage III-R, een gespecialiseerd verkenningsvliegtuig

Militaire verkenning is het verzamelen van inlichtingen voor tactische militaire doeleinden. Specifiek wordt hierbij bedoeld informatie over de positie, sterkte en capaciteiten van vijandelijke eenheden en informatie over het gebied waarin gevochten wordt.
Het wordt ook wel aangeduid met de Engelse term reconnaissance (een leenwoord uit het Frans), vaak afgekort tot recon of recce (uitgesproken als "rekkie"). Een ander Engels woord voor (militaire) verkenning is scouting. Hiervan is de naam van de scouting-beweging (ook wel padvinderij of verkenning genoemd) afgeleid.
Militaire verkenning is nauw verwant aan de militaire inlichtingenverzameling, dat zich vooral concentreert op het verzamelen van strategische informatie over de vijand, terwijl verkenning vooral gericht is op het vergaren van tactische kennis op het slagveld.
Het wordt vaak uitgevoerd door kleine verkenningseenheden (zoals een eskadron, compagnie of peloton) binnen een grotere eenheid zoals een brigade. Ook zijn er grotere eenheden die gespecialiseerd zijn in verkenning, zoals het Nederlandse 103 ISTAR-bataljon. Daarnaast is verkenning een van de taken van speciale eenheden, ook wel commando's genoemd.
Speciale verkenning (Special Reconnaissance, SR) is een gespecialiseerd soort militaire verkenning waarbij geheime agenten achter vijandelijke linies gedropt worden om informatie te vergaren, zoals het controleren of een doel in vijandelijk gebied (bijvoorbeeld een communicatiezendmast) in de buurt staat van een school of andere gebouwen met veel burgers. Deze opdrachten worden vaak uitgevoerd door leden van speciale eenheden.

## Soorten militaire verkenning

### Op land
Militaire verkenning door de landmacht (ground recon) is het verzamelen van informatie over specifieke routes, gebieden, gevechtszones en vijandelijke eenheden.
- Route reconnaissance is het verzamelen van informatie over routes (zoals wegen of spoorwegen) of terrein die de vijandelijke of eigen troepen kunnen gebruiken
- Area reconnaissance is het verzamelen van informatie over het terrein of gebied waar de gevechten plaatsvinden, waaronder steden, dorpen en gebouwen.
- Zone reconnaissance is het verzamelen van informatie over de gehele gevechtszone, waaronder de vijandelijke sterkte, het terrein en de weersomstandigheden.
- Force-oriented reconnaissance is het verzamelen van informatie over specifieke vijandelijke eenheden of doelen. Dit behelst vaak het schaduwen (volgen van de bewegingen) van een bepaalde vijandelijke eenheid.

Eenheden van de genie kunnen ook bijdragen aan de militaire verkenning door de aanwezige infrastructuur te verkennen, zoals wegen, spoorwegen, bruggen, communicatielijnen en aanwezige obstakels.

### In de lucht
Militaire verkenning vanuit de lucht wordt meestal ingezet ter ondersteuning van landmachtoperaties. Luchtverkenning wordt voornamelijk uitgevoerd door onbemande luchtvaartuigen (drones) of gespecialiseerde verkenningsvliegtuigen. Verkenningsvliegtuigen zijn vaak uitgerust met radarsystemen en hebben zeer nauwkeurige camera's waarmee een specifiek doel kan worden geobserveerd en gevolgd.
Tijdens de Koude Oorlog werden ook verkenningsvliegtuigen ontwikkeld voor strategische doeleinden, zoals de Lockheed U-2. Deze kunnen over zeer lange afstanden vliegen en vaak onopgemerkt blijven door vijandelijke radarsystemen.

### In de ruimte
Verkenning in de ruimte wordt uitgevoerd door gespecialiseerde satellieten, zogenaamde spionagesatellieten of verkenningssatellieten.
Ruimteverkenning heeft grote voordelen: de satellieten hebben een wereldwijd bereik hebben en kunnen de vijand observeren zonder dat die daar weet van heeft. Naast het maken van satellietfoto's kunnen de satellieten met verschillende soorten meetapparatuur allerlei waardevolle informatie verzamelen.
Een nadeel van ruimteverkenning is dat er een duur prijskaartje aan hangt. Ook kan het toenemende belang van spionagesatellieten leiden tot een wapenwedloop in de ruimte. De spionagesatellieten kunnen in een oorlogssituatie het doelwit worden van vijandelijke aanvallen door anti-satellietwapens.

### Speciale soorten verkenning
Reconnaissance in force (RIF) is een speciaal soort militaire operatie waarbij een militaire eenheid een aanval doet met een grote (maar niet beslissende) aanvalssterkte. Het doel is om een tegenaanval te provoceren, waarbij de vijand zijn sterkte, positie, wapens en andere tactische informatie prijsgeeft.
Reconnaissance by fire, ook wel speculative fire of spec fire genoemd, is een vergelijkbare tactiek waarbij verkenningseenheden op de vijand vuren om deze tot een reactie te provoceren.
Deep reconnaissance, ook wel long-range reconnaissance of long-range surveillance genoemd, is een type verkenning waarbij kleine, gespecialiseerde verkenningseenheden of commando's het vijandige gebied diep penetreren, tot 300 kilometer binnen het vijandige gebied. Een voorbeeld van zo'n eenheid is de Duitse Fernspähkompanie.

## Verkenningsvoertuigen
Voor verkenning op land worden een aantal verschillende gespecialiseerde voertuigen gebruikt, vaak aangeduid met de Engelse term reconnaissance vehicle, reconnaissance car of scout car. Deze zijn vaak relatief licht bewapende pantserwagens en vooral gericht op het behalen van zo hoog mogelijke snelheid. Vaak zijn het armoured personnel carriers (een gevechtsvoertuig voor de transport van infanterietroepen) of jeeps die zijn omgebouwd tot verkenningsvoertuig.
Voor luchtverkenning bestaan ook een aantal gespecialiseerde verkenningsvliegtuigen. Enkele bekende voorbeelden zijn de Lockheed U-2 en Lockheed SR-71. Deze vliegtuigen worden gebouwd om op zeer grote hoogte en zeer grote snelheid te vliegen. Ook worden ze speciaal gebouwd om niet opgemerkt te worden door radarsystemen, door middel van bijvoorbeeld radarobserberende verf en andere stealth-technologie. Maar verkenningsvliegtuigen kunnen ook aangepaste vliegtuigen voor burgerluchtvaart zijn, die door deze vermomming door de vijand als onschuldig beschouwd worden. Meestal hebben verkenningsvliegtuigen geen bewapening aan boord.
In recente jaren worden veel luchtverkenningstaken overgenomen door onbemande luchtvaartuigen. Deze hebben naast verkenningsapparatuur ook vaak wapens waarmee vijandelijke doelen op afstand onder vuur genomen kunnen worden.
Bij de marine zijn gespecialiseerde verkenningsschepen. De drie schepen van de Duitse Oste-klasse bijvoorbeeld zijn gespecialiseerd in verkennings-, SIGINT (Signals Intelligence)- en ELINT (Electronics Intelligence)-taken. Onderzeeërs worden ook voor verkenning ingezet omdat ze onopgemerkt kunnen blijven.

## Geschiedenis
Verkenning was oorspronkelijk een taak van de cavalerie, die te paard snel de vijandelijke posities in kaart kon brengen. Ook werden vaak plaatselijke inwoners, die het gebied op hun duimpje kenden, ingezet als verkenners.
Al enkele maanden na de eerste bemande ballonvluchten in 1783 schreef Benjamin Franklin over de militaire mogelijkheden van luchtballonnen, en tijdens de Slag bij Fleurus (in het huidige België) in 1794 werden luchtballonnen voor de eerste keer voor verkenning ingezet, wat de Fransen een beslissend voordeel in de veldslag gaf. Vooral tijdens de Amerikaanse Burgeroorlog speelden luchtballonnen een belangrijke rol als verkenningsvliegtuigen.
In de Eerste Wereldoorlog werden militaire vliegtuigen voor het eerst op grote schaal ingezet voor verkenning. De piloten van de verkenningsvliegtuigen gingen hoffelijk met elkaar om en groetten elkaar vaak vriendelijk. Toen de vliegtuigen werden uitgerust met mitrailleurs ontstonden de eerste gevechtsvliegtuigen en veranderde het luchtruim in een slagveld.
Tijdens de Tweede Wereldoorlog speelde verkenning vanuit de lucht een zeer belangrijke rol. Luchtfoto's konden direct na de landing worden ontwikkeld en onmiddellijk fotografisch bewijs van vijandelijke bewegingen geven. In de Slag bij Midway speelde luchtverkenning een beslissende rol. Amerikaanse vliegtuigen verkenden de zee rond Midway en ontdekten de Japanse vliegdekschepen zodat deze tot zinken gebracht konden worden.

## Nederland
Tijdens de Franse tijd richtte C.R.T. Krayenhoff een Topografisch Bureau op om Nederland in kaart te brengen. In 1815 kreeg het bureau de naam Dienst der Militaire Verkenningen. Deze is in 1932 omgedoopt tot de Topografische Dienst, nu deel van het Kadaster.
Elke gemechaniseerde brigade van de Nederlandse landmacht heeft een eigen verkenningseskadron bestaande uit twee verkenningspelotons, een logistiek peloton, een tirailleurpeloton en een eskadronsstaf. Een verkenningseskadron opereert als zelfstandige eenheid binnen de brigade en ondersteunt gevechtsacties van de brigade door het uitvoeren van verkennings-, beveiligings- en bewakingsacties.
De landmacht heeft ook een gespecialiseerde verkennings- en inlichtingeneenheid, het Joint ISTAR Commando of JISTARC. ISTAR staat voor Intelligence, Surveillance, Target Acquisition and Reconnaissance (inlichtingen verzamelen, bewaken, doelopsporing en verkenning). Deze eenheid omvat een eskadron voor verkenning, het 104 JISTARC Verkenningseskadron.
Bij de operaties uitgevoerd door het Korps Commandotroepen zijn speciale verkenningen een van de taken van het korps. Hierbij gaat het om het verkrijgen van gedetailleerde, nauwkeurige informatie van strategisch of operationeel belang:
- verkenningsopdrachten ter voorbereiding van een militaire operatie;
- verkenning en analyse van militaire en civiele doelen;
- verzamelen en rapporteren van belangrijke informatie in en rond het operatiegebied;
- lokaliseren en observeren van militair belangrijke objecten in vijandelijk of onbekend gebied.[6]

Het Ministerie van Defensie heeft ook een eigen Militaire Inlichtingen- en Veiligheidsdienst.

## België
De Belgische strijdkrachten beschikken over een ISTAR-bataljon, het Bataljon Jagers te Paard, in 2011 samengesteld uit twee verkenningsregimenten: het 1 Regiment Jagers te Paard – Gidsen en het 2/4 Régiment de Chasseurs à Cheval.